# Canon Jaunde
Canon Sportif de Yaoundé – kameruński klub piłkarski grający w pierwszej lidze, mający siedzibę w stolicy kraju, Jaunde.

## Historia
Klub założony w 1930 r. w Jaunde w Kamerunie. Drużyna jest jedną z najbardziej utytułowanych w Kamerunie. Zdobyła 9 mistrzostw kraju i 11 pucharów kraju, trzykrotnie tytuł mistrza Afryki w rozgrywkach Afrykańskiej Ligi Mistrzów w latach 1971, 1978 i 1980 oraz Puchar Zdobywców Pucharów Afryki w 1979 r.

## Sukcesy
- Afrykańska Liga Mistrzów: 3

1971, 1978, 1980
- Puchar Zdobywców Pucharów Afryki: 1

1979
- Mistrzostwo Kamerunu: 9

1970, 1974, 1979, 1980, 1982, 1985, 1986, 1991, 2002
- Puchar Kamerunu: 11

1967, 1973, 1975, 1976, 1977, 1978, 1983, 1986, 1993, 1995, 1999